# Boughton Monchelsea
Boughton Monchelsea est une paroisse civile et un village du Kent, en Angleterre.